# Elecciones provinciales de Tierra del Fuego de 2007
Las elecciones generales de la provincia de Tierra del Fuego, Antártida e Islas del Atlántico Sur de 2007 tuvieron lugar en junio del mencionado año con el objetivo de elegir al gobernador y vicegobernador, así como renovar los 15 escaños de la Legislatura Provincial Fueguina, que conformarían los poderes ejecutivo y legislativo para el período 2007-2011. Fueron las quintas elecciones fueguinas desde la provincialización del territorio en 1991.
Estos comicios resultaron en una ajustada pelea a tres bandas. El gobernador Hugo Cóccaro, del Partido Justicialista (PJ) y apoyado por el Frente para la Victoria (FpV), coalición gobernante a nivel nacional, se presentó a la reelección. Debió enfrentar a dos oponentes: la diputada nacional Fabiana Ríos, del partido Afirmación para una República Igualitaria (ARI), y el intendente de Ushuaia, Jorge Alberto Garramuño, del Movimiento Popular Fueguino (MOPOF) y apoyado también por la Unión Cívica Radical (UCR). La mayoría de los partidos apoyaron alguna de las tres candidaturas, pero presentaron listas legislativas separadas.
La primera vuelta electoral de la elección gubernativa tuvo lugar el domingo 17 de junio, al mismo tiempo que la elección legislativa. Días antes de la jornada electoral, estalló un escándalo cuando se filtraron audios en los que la candidata a vicegobernadora del Frente para la Victoria, Rosana Bertone, que había estado enfrentada con Cóccaro luego de que este asumiera la gobernación, admitía que el gobernador había "mandado a matar a gente". Al día siguiente hubo un apagón general que dejó a la provincia sin Internet, siendo esto considerado un intento de sabotaje de parte del gobierno. Sin embargo, Cóccaro obtuvo la primera minoría de votos con un 37.11%, con Ríos ubicada en segundo lugar con el 32.64%, pasando ambos a segunda vuelta. Garramuño obtuvo el 30.25% restante. Debido a que el ARI era el único partido que presentó una candidatura única, y fue la fuerza más votada, en la elección legislativa obtuvo la primera minoría con 6 escaños, contra 4 del FpV, 3 del MOPOF y 2 de la UCR. La participación electoral fue del 68.24%.
A pesar del resultado alentador de la primera vuelta, el escándalo de las grabaciones, sumado a un supuesto atentado sufrido al día siguiente del comicio por el responsable de filtrar los audios, provocaron que los apoyos al Frente para la Victoria a solo días de la segunda vuelta se vieran marcadamente reducidos. La misma tuvo lugar el 24 de junio, y Ríos logró invertir el resultado adverso de la primera vuelta con un 52.44% de los votos contra el 47.56% de Cóccaro, con una participación del 68.56%. En ambas vueltas, Cóccaro se impuso por ínfimos márgenes en el Departamento Río Grande, mientras que en los departamentos Ushuaia y Antártida Argentina triunfó Ríos, en el primero por holgado margen y en el segundo por unos pocos votos. El Departamento Islas del Atlántico Sur no participó en la elección, al encontrarse las islas bajo el control del Reino Unido en el marco de la disputa por su soberanía.
Con este resultado, Cóccaro se convirtió en el segundo gobernador consecutivo de Tierra del Fuego que fracasaba en obtener la reelección. El traspaso de mando, originalmente previsto para enero de 2008, se programó para el 17 de diciembre de 2007.

## Antecedentes
Las elecciones de 2003 habían dejado un escenario político fragmentado. El candidato ganador, Mario Jorge Colazo, de la Unión Cívica Radical, había obtenido una ajustada victoria en coalición con el peronista Hugo Cóccaro para vicegobernador, apoyados a su vez por el presidente Néstor Kirchner. Colazo se reconocía a sí mismo como un "radical K" (sector del radicalismo favorable a Kirchner). Sin embargo, la fragmentación legislativa y los continuos enfrentamientos entre Colazo y Cóccaro provocaron que el primero fuese destituido por un juicio político en diciembre de 2005, asumiendo Cóccaro la gobernación de la provincia. A pesar de haberse enfrentado con la diputada nacional, Rosana Bertone, por la adhesión de esta última al gobierno de Colazo, a principios de 2003, luego de anunciar que buscaría la reelección, le ofreció ser su compañera de fórmula y candidata a vicegobernadora, ofrecimiento que ella aceptó, siendo este acuerdo posible gracias a la mediación de Kirchner.
La Unión Cívica Radical, que ya estaba debilitada por el pase de Colazo a los Radicales K y su posterior caída, decidió formar una coalición con el Movimiento Popular Fueguino, que continuaba desgastado por el gobierno de José Arturo Estabillo (1992-2000) y sus fuertes derrotas electorales en 1999 y 2003. El candidato del MOPOF en la anterior elección, el intendente de Ushuaia Jorge Alberto Garramuño, sería nuevamente candidato del MOPOF, con el radical Pablo Blanco como compañero de fórmula. Ambos partidos presentaron boletas separadas con una misma fórmula, sin suscribir un nombre formal para su alianza.
Por otro lado, dentro del campo opositor, el partido que mejor posicionado venía de cara a las elecciones era la Afirmación para una República Igualitaria (ARI), que había ganado en la provincia las elecciones legislativas de 2003 y quedado segunda en 2005. Su candidata a gobernadora sería nuevamente Fabiana Ríos, con Carlos Basanett como compañero de fórmula y candidato a vicegobernador. La fórmula Ríos-Basanett fue la única presentada por un solo partido político en la elección fueguina, mientras que los demás se dividieron en varias boletas alrededor de las fórmulas Cóccaro-Bertone y Garramuño-Blanco.

## Reglas electorales
Las elecciones se realizaron bajo la constitución provincial de 1991, y bajo la Ley Electoral Provincial 201/94. La misma establece que los cargos de Gobernador y Vicegobernador se eligen directamente por el electorado de la provincia en fórmula única, por mayoría absoluta de votos con la provincia como distrito único para un mandato de cuatro años, reelegibles una sola vez consecutivamente. Si ninguna de las fórmulas obtuviera esa mayoría, se realizará una segunda vuelta electoral entre las dos fórmulas más votadas en la primera, dentro de los quince días siguientes, quedando consagrada la que obtuviese el mayor número de sufragios. Tierra del Fuego es uno de los pocos distritos argentinos que prohíben constitucionalmente que las elecciones provinciales coincidan con las nacionales, debiendo estas estar separadas por un intervalo de tres meses.
Los legisladores provinciales, que son quince, se eligen directamente. Se aplicará el sistema de representación proporcional, método D'Hondt con un piso del (5%) de los votos válidos emitidos. Los legisladores serán electos de acuerdo con el orden de lista y número de votos para cada uno, según el sistema de tachas. El sistema de tachas se aplica conjuntamente con el proporcional (método D'Hondt), de modo que el número de votos obtenidos determina el número de bancas que corresponderá a cada partido en la Legislatura. Las tachas contenidas en las boletas utilizadas para votar, establecerán el orden de designación de los candidatos a elegir, modificando el orden impreso en ellas, el que solo se aplicará en los casos de empate. No se considerarán las tachas efectuadas a cada candidato que no superen el (50% +1 voto) del total de los votos válidos emitidos en favor de la lista que lo propuso.
El gobernador y los legisladores electos asumen sus cargos el 17 de diciembre del año de su elección, siendo junto con Tucumán (cuyas autoridades asumen el 29 de octubre), las únicas dos provincias argentinas cuyas autoridades provinciales no asumen el 10 de diciembre.

## Campaña y controversias
La campaña electoral fue encendida, con los tres candidatos acusándose entre sí de diversos cargos, una nota en el diario Clarín, publicada poco antes de que se realizara la elección, describió la campaña fueguina de 2007 como "la elección con mayor dosis de escándalo desde que la isla se convirtió en provincia".
Inicialmente, Ríos estaba posicionada como tercera en varias encuestas y los medios de comunicación consideraban que el dominio municipal de la alianza MOPOF-UCR (que tenía la capital, Ushuaia, en manos del MOPOF y la ciudad de Río Grande en manos de la UCR), así como el monopolio estatal del FpV facilitarían que la batalla electoral fuera esencialmente entre Cóccaro y Garramuño. Varios hechos, sin embargo, favorecieron enormemente a la candidata del ARI pocos días antes de la elección. Un escándalo de corrupción en torno a la administración municipal de Garramuño, en el que se difundió un vídeo en el que un concejal oficialista, el mopofista Pablo Wolaniuk, y el secretario del concejo Ricardo Das Neves, aparecían cobrando un soborno y contando el dinero, estuvo muy cerca de provocar que la UCR rompiera el pacto electoral. Aunque Garramuño logró evitar esto y además desplazó al concejal implicado de la lista legislativa del partido, de la que era candidato, el vídeo fue solo una de las numerosas pruebas presentadas, y tanto Wolaniuk como Das Neves fueron imputados, provocando que la candidatura mopofista-radical entrara en crisis. Ante la presión pública, judicial y partidaria, los dos funcionarios dimitieron de sus cargos a principios de junio.
Aunque el escándalo de Garramuño pareció fortalecer y posicionar a Cóccaro, que llegó a verse hasta dieciocho puntos por encima de sus oponentes a dos semanas de las elecciones, este también se vio envuelto en controversias al poco tiempo. El 6 de junio, Juan Ladereche, abogado, candidato a legislador y un exfuncionario de la administración de Cóccaro, denunció que el gobernador estaba utilizando los recursos del estado para financiar su campaña, afirmando que las televisoras estaban cobrando mucho menos a los partidos ligados al gobierno por tiempo al aire. También denunció que se había alquilado un gimnasio en Río Grande para hacer un acto político y que el costo lo había asumido el estado. Ladereche declaró que tenía evidencia suficiente y que ya la había presentado ante un fiscal. La noche del 7 de junio, mientras volvía a la ciudad de Río Grande por el Paso Garibaldi, Ladereche estuvo muy cerca de ser sacado del camino por dos vehículos, en un acto supuestamente premeditado. Al día siguiente, hizo público el incidente y denunció que uno de los vehículos tenía una calcomanía de la fórmula Cóccaro-Bertone.
El 14 de junio, días antes de las elecciones, fue subido a YouTube un vídeo filmado clandestinamente en el que se escuchaba un audio de Rosana Bertone antes de aceptar la invitación de Cóccaro a secundar la fórmula gubernativa, declarando que dudaba sobre si debía aceptar el ofrecimiento, y remarcando que no tenía cercanía con Cóccaro debido a que "había mandado a matar gente" y, entre otras cosas, mencionando como ciertas varias de las denuncias en contra del candidato a gobernador, entre ellas el incumplimiento de varias promesas de campaña y la aceptación de sobornos en los contratos de explotación de las zonas petroleras. A la mañana siguiente de la publicación del vídeo, los cables de fibra óptica fueguinos habían sido cortados y la totalidad de la provincia se había quedado sin acceso a Internet y con dificultades para acceder a la telefonía móvil y fija. La única proveedora del servicio de la región, la empresa Telefónica, denunció que el corte fue intencional, por lo que los medios de comunicación locales denunciaron que se trataba de un sabotaje de parte del gobierno para que la población no viera el vídeo de Bertone.
Iniciada la veda electoral, el 15 de junio, la provincia mantenía cortado el acceso a Internet, aunque el vídeo y rumores al respecto ya se habían extendido por toda la provincia. Ese mismo día, por la mañana, Juan Carlos Ionfrida, empleado del Instituto Provincial de Regulación de Apuestas y excompañero sentimental de Bertone, sufrió un accidente de auto mientras viajaba con Raimbaultsu amigo, Julio César Carrizo, por la Ruta 3 desde Ushuaia con destino a Río Grande. Ionfrida quedó internado en terapia intensiva con varias fracturas. Carrizo denunció públicamente que el accidente se trató de un atentado y que le habían robado a Ionfrida el teléfono celular, que contenía amenazas que había recibido en los últimos días. Según Carrizo, Ionfrida fue quien grabó a Bertone emitiendo esas declaraciones meses atrás, supuestamente por orden de Cóccaro para tantear la lealtad de la diputada de cara a las elecciones. Carrizo explicó que, cuando el vídeo se filtró, funcionarios de la administración de Cóccaro los coaccionaron para que se dirigieran a Ushuaia, donde supuestamente recibieron amenazas y se reunieron con un sobrino del gobernador, lo que los motivó a huir a Río Grande, teniendo el accidente en el camino.
Al momento de cerrar la campaña, y a pesar de la veda, el primer candidato a legislador por el ARI, Manuel Raimbault, concedió una entrevista al diario Página/12 durante la cual se expresó con respecto a los escándalos sucesivos de Cóccaro y Garramuño: "En las elecciones de mañana se decide si se puede sacar a la mafia. Acá ha habido un proceso de degradación institucional y corrupción. No podemos elegir entre la mafia siciliana y la napolitana".

## Resultados

### Gobernador y Vicegobernador
A pesar del escándalo, la fórmula Cóccaro-Bertone fue la más votada en primera vuelta con el 37.11% de los sufragios contra el 32.64% de la fórmula Ríos-Basanett. El binomio Garramuño-Blanco quedó contra todo pronóstico fuera del desempate con un 30.25%, lo que fue considerado sorpresivo dado el aparato municipal del que gozaba el MOPOF. La lista del ARI encabezada por Ríos fue la más votada en general, debido a las boletas separadas de los frentes que sostenían las candidaturas de Cóccaro y Garramuño. Cóccaro triunfó en el Departamento Río Grande, mientras que Ríos obtuvo una amplia ventaja en la capital, Ushuaia, y ganó por dos votos en la Antártida Argentina.
Al día siguiente de la primera vuelta, Bertone confesó ante los medios que la voz en el vídeo era efectivamente la de ella, así como su relación con Ionfrida, todavía internado, y protestó por la invasión a su intimidad, declarando que si resultaba electa, trabajaría "para que ninguna mujer tuviera que pasar por lo mismo". Ríos declaró al respecto que el alto nivel de votos recibido por el ARI era un "voto castigo" contra la clase política de la provincia, así como por el corte de Internet y los escándalos de Garramuño, declarando que era el momento de cambiar la situación fueguina.
|  | 14,74 % |

|  | 7,08 % |

|  | 6,66 % |

|  | 4,72 % |

|  | 3,84 % |

|  | 37,11 % |

|  | 47,56 % |

|  | 32,64 % |

|  | 52,44 % |

|  | 17,78 % |

|  | 12,46 % |

|  | 30,25 % |

|  | 84,24 % |

|  | 95,27 % |

|  | 11,85 % |

|  | 0,85 % |

|  | 4,08 % |

|  | 3,89 % |

|  | 100 % |

|  | 100 % |

|  | 68,78 % |

|  | 68,79 % |

### Legislatura
El conteo legislativo fue lento debido a la fragmentación política. El ARI obtuvo 6 escaños contra 4 del Frente para la Victoria, 3 del MOPOF y dos de la UCR. Durante la mayoría del conteo, la UCR solo obtenía un escaño y el Partido Federal Fueguino lograba, por unos pocos votos, alcanzar una banca. Cuando finalmente la tendencia se revirtió en contra del PFF, este presentó un recurso para que los votos en blanco no contaran en el escrutinio y el partido superara técnicamente la barrera proscriptiva. Sin embargo, finalmente el recurso fracasó.
|  | 24,32 % |

|  | 16,51 % |

|  | 11,91 % |

|  | 9,69 % |

|  | 6,36 % |

|  | 5,49 % |

|  | 4,35 % |

|  | 4,05 % |

|  | 3,87 % |

|  | 3,82 % |

|  | 3,10 % |

|  | 2,50 % |

|  | 2,06 % |

|  | 1,96 % |

|  | 0,01 % |

|  | 0,01 % |

|  | 74,00 % |

|  | 22,26 % |

|  | 3,74 % |

|  | 100 % |

|  | 68,78 % |